# Poul Erik Skov Christensen
 Der er flere personer med dette navn, se Poul Christensen (flertydig).
Poul Erik Skov Christensen (født 9. oktober 1952 i Struer) er tidligere forbundsformand for 3F – Fagligt Fælles Forbund og socialdemokratisk politiker.
Poul Erik Skov Christensen har tidligere været bl.a. sømand, skibsværftsarbejder og jord- og betonarbejder. Han startede som opmålerkonsulent i SiD i 1977, og blev i 1979 formand for SiD Struer afdeling. I 1980 blev han forretningsfører og senere gruppeformand for SiD’s Anlægs og Byggegruppe. Poul Erik Skov Christensen var formand for BAT kartellet, indtil han blev valgt som forbundsformand for SiD, og har desuden varetaget en række af internationale poster.
Poul Erik Skov Christensen blev efter kampvalg mod Willy Strube, valgt til forbundsformand for SiD på kongressen i 1995 og tiltrådte året efter. I 2005 blev han valgt som forbundsformand for 3F, da SiD og KAD fusionerede til Fagligt Fælles Forbund. 
Ved kongressen i september 2013 valgte han at trække sig på grund af helbredsmæssige problemer. Han blev afløst af Per Christensen.
Poul Erik Skov Christensen var medlem af byrådet i Frederikssund Kommune for Socialdemokratiet fra 2018 til 2024. Han udtrådte af byrådet fordi han fraflyttede kommunen.
Poul Erik Skov Christensen er gift med Annette Christensen.

## Tillidshverv
Poul Erik Skov Christensen bestrider en lang række tillidshverv, og er således bl.a.:
- Formand for Fagligt Fælles Forbunds A-kasse
- Formand for Arbejdernes Landsbank
- Formand for AL-Finans A/S
- Formand for Pension Danmark
- Næstformand for A/S A-Pressen
- Medlem af LO’s daglige ledelse og hovedbestyrelse
- Medlem af bestyrelsen for ATP
- Medlem af bestyrelsen for Lønmodtagernes Dyrtidsfond
- Medlem af bestyrelsen for Dansk FolkeFerie
- Medlem af Arbejderbevægelsens Erhvervsråds forretningsudvalg
- Medlem af Det Miljøøkonomiske Råd